# Paulo Ricardo (père)
Pour les articles homonymes, voir Paulo Ricardo et Ricardo.
Le père Paulo Ricardo de Azevedo Júnior, connu en portugais sous le nom de Padre Paulo Ricardo, né le 7 novembre 1967 à Recife, est un prêtre catholique brésilien, animateur de télévision, écrivain et professeur.

## Biographie
Le père Paulo Ricardo de Azevedo Júnior est né le 7 novembre 1967 à Recife, dans l'État de Pernambuco. Il a été ordonné prêtre le 14 juin 1992 par le pape Jean-Paul II et a obtenu une maîtrise à Rome (Université pontificale grégorienne). Il est actuellement vicaire de la paroisse de Cristo Rei, à Várzea Grande (Mato Grosso), et se consacre à l'évangélisation à travers les médias. Il enseigne la théologie à l'Institut Benoît XVI du diocèse de Lorena (SP), depuis 2011.
Écrivain conservateur, auteur de neuf livres, il anime l'émission hebdomadaire Oitavo Dia, sur TV Canção Nova, en 2007. Il compte plus de 1,4 million d'abonnés sur Facebook et 1,3 million d'abonnés sur Instagram. Il est l'un des principaux dirigeants conservateurs au Brésil. L'écrivain, journaliste et philosophe Olavo de Carvalho a eu une influence majeure dans son travail.
Le Père Paulo Ricardo donne également des cours liés à la religion catholique, au conservatisme, à l'École de Francfort, au Seigneur des Anneaux et à la philosophie du langage.

## Œuvres
- (pt-BR) Uma Flor do Clero Cuiabano: biografia do Padre Armindo Maria de Oliveira, SDB (1882-1918), vol. 1, São Paulo: Paulus, 3e, 1999 (ISBN 9788534914819).
- (pt-BR) Um Olhar que Cura, vol. 1, São Paulo: Canção Nova, 2008 (ISBN 9788563160003).
- (pt-BR) Vaticano II: ruptura ou continuidade ?, vol. 1, Campinas: Ecclesiae, 2009 (ISBN 9788563160003).
- (pt-BR) Teologia Fundamental I, vol. 1, Campinas: Ecclesiae, 2010 (ISBN 9788563160010).
- (pt-BR) Teologia Fundamental II, vol. 1, Campinas: Ecclesiae, 2010 (ISBN 9788563160027).
- (pt-BR) Trindade, vol. 1, Campinas: Ecclesiae, 1re, 2010 (ISBN 9788563160133).
- (pt-BR) Cristologia e Soteriologia, vol. 1, Campinas: Ecclesiae, 1re, 2011 (ISBN 9788563160089).
- (pt-BR) A resposta católica, vol. 1, Campinas: Ecclesiae, 2e, 2013 (ISBN 9788563160386).
- (pt-BR) Os mártires de hoje, vol. 1, Campinas: Ecclesiae, 1re, 2013 (ISBN 9788563160256).